# 中市場站
中市場站（日语：／ Nakaichiba eki */?）是位於愛知縣丹羽郡岩倉町岩倉（現時：岩倉市中本町），名古屋鐵道小牧線岩倉支線的鐵道車站（廢站）。

## 歷史
- 1920年（大正9年）9月23日 - 車站啟用。
- 1944年（昭和19年） - 車站暫停營業。
- 1964年（昭和39年）4月26日 - 路線廢除，此站也被廢除[3]。

## 使用狀況
跟據《岩倉市史 中卷》，在1922年一日平均乘車人次為34人，在1926年的一日平均乘車人次為60人。

## 相鄰車站
名古屋鐵道
小牧線 岩倉支線
岩倉－中市場－小木

## 注腳
1. 1 2  岩倉市史編集委員会（編）. . 岩倉市. 1985: 279 （日语）.
2. ↑  鉄道停車場一覧. 昭和12年10月1日現在 （页面存档备份，存于）（日語） 國立國會圖書館數碼化收藏 2020年2月7日參閱。
3. ↑  名古屋鉄道広報宣伝部（編）. . 名古屋鉄道. 1994: 1014 （日语）.